# Katwijk (Suriname)
Katwijk, ook wel gespeld Catwyk, is een plantage en woonplaats in het district Commewijne in Suriname, gelegen aan de Commewijne-rivier tussen de voormalige plantages Wederzorg en Welgelegen.

## 18e eeuw
De plantage van aanvankelijk 500 akkers (1 akker = 0,43 hectare) werd door gouverneur Jan Jacob Mauricius in 1746 uitgegeven aan de -toen dertienjarige- Alida Maria Wossink (1733-1785) uit Paramaribo, dochter van Andries Wossink (?-1746) en Maria Anna Lemmers (1705-1789). In 1748 trouwde Alida met Christiaan de Nijs die al eigenaar was van de plantages Imotapi en Nieuw Ribanika aan de boven-Commewijne. Door zijn huwelijk werd hij mede-eigenaar van plantage Katwijk, die ongetwijfeld door hem is ontgonnen en als koffieplantage is aangelegd. 
In 1759 werd van Katwijk een inventaris opgesteld. Het was toen al een grote koffieplantage met 159 slaven, en een getaxeerde waarde van HFL. 150.660,-. Na de dood van Christiaan hertrouwde Alida in 1762 met de Raad-Fiscaal Jan Willem van Meel (1741-1771), die Katwijk in 1770 met 200 akkers achterland vergrootte. Naar hem heet de plantage in de volksmond Van Meerie. 
Het derde huwelijk van Alida Wossink was met Everhardus Jacobus Coetzee (1743-1785). De militair en schrijver John Gabriel Stedman kende het echtpaar. In zijn dagboek Reize naar Surinamen en de binnenste gedeelten van Guiana beschrijft hij de wreedheid van Alida Wossink tegenover de slaven.

## 19e eeuw
De volgende eigenaren, Johannes Aleydus Swaen en zijn echtgenote Margaretha Johanna Juliaans, zijn op de plantage begraven. Naar haar werd de plantage ook Juuliaansi genoemd. 
Vanaf 1825 tot 1853 was de plantage eigendom van het fonds Willem Gideon Deutz. In al die jaren werd er koffie verbouwd. Een van de blankofficieren was Théodore Bray, later vermaard geworden als tekenaar. 
In 1862, een jaar voor de emancipatie, ging het bezit over naar de arts Julius Jacob Juda (1821-1899). Deze begon met de teelt van cacao. Bij de afschaffing van de slavernij in Suriname werden op Katwijk 127 personen vrijgemaakt, waarbij 22 familienamen werden geboekstaafd.

## 20e eeuw

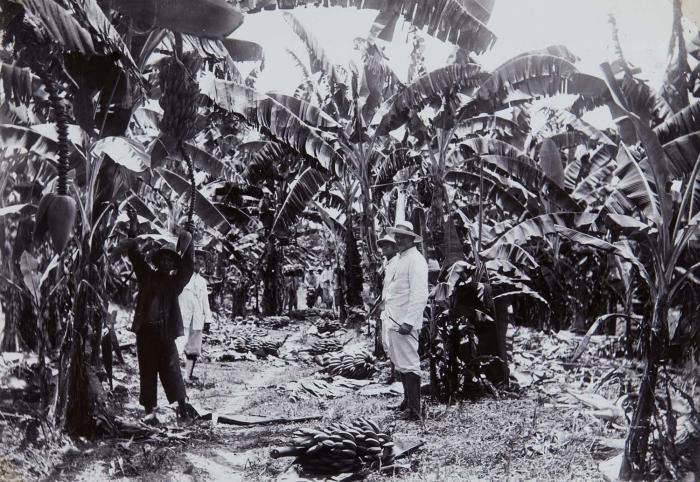
Het oogsten van bacove op plantage Katwijk, foto tussen 1920 en 1930

In de jaren dertig van de twintigste eeuw werd de N.V. Nieuwe Landbouw Maatschappij Katwijk opgericht als opvolger van de N.V. Katwijk. De eigenaar was H.W. Benz. Bij de maatschappij hoorde ook de buurplantage Welgelegen.
In 1944 zat een groep vrouwen gevangen in het oude ziekenhuisje van Katwijk. De vrouwen waren tussen 7 en 10 oktober 1943 bij een razzia in Paramaribo opgepakt, op verdenking van prostitutie, en werden aanvankelijk opgesloten in Fort Zeelandia. Op Katwijk moesten ze uniformen naaien voor de Surinaamse Schutterij. In april 1944 vertrokken ze naar plantage Rust en Werk. Hun verblijf op Katwijk wordt beschreven in de roman De koningin van Paramaribo, van Clark Accord.
Sinds 1973/1974 is de plantage eigendom van de familie Nouh-Chaia die in Paramaribo onder meer het warenhuis Readytex exploiteert. Het nam toen ook de verbouw over van Arabica koffie (Katwijk koffie) en citrusvruchten, die in hun Micro Markt wordt gebrand, verpakt en verkocht. Daarnaast is er enige veeteelt en wat visserij. De plantage is particulier bezit, en er wonen ongeveer 35 gezinnen - voornamelijk Hindoestanen en Javanen.

## 21e eeuw
In mei 2003 was Katwijk een van de drie plantages die werden bezocht door een delegatie van de Nederlandse Eerste - en Tweede Kamer, onder leiding van Eerste Kamervoorzitter Gerrit Braks.

## Geboren op Katwijk
- Harry Jong Loy (1901-1984), een bekend (radio)verteller

A la bonne heure · Anna's Zorg · Akkerboom · Alliance · Alkmaar · Andresa · Auka · Andreesgift · Bantaskine · Barbados · Batavia · Beekenhorst · Belladrum · Bellevue · Belwaarde · Beninenburg · Berg en Dal · Bergen op Zoom · Berlijn (Commewijne) · Berlijn (Para) · Bethlehem · Boksweide · Boston · Botany Bay · Boxel · Bronswijk · Brouwerslust · Bruinendaal · Bucklebury · Buitenrust · Burnside · Cadrosspark · Caledonia · Campenburg · Cannewapibo · Catharina Sophia · Clevia  · Cliffort-Kokshoven · Clyde · Concordia · Concordia en een Kwart Lot · Courcabo · De Dageraad · De Goede Vriendschap · De Resolutie · De Vier Hendrikken · Diamond · Dijkveld · Domburg · Dordrecht · Eendragt · Elisabeth's Hoop · Ellen · L'Espérance (Nickerierivier) · L'Espérance (Surinamerivier) · Esthersrust · Fairfield · Fortuin · Flora · Florentia · Frederiksburg · Frederiksdorp · Frederikslust · Geertruidenberg · Geyersvlijt · Glensander · Gloria · Groot Chatillon · Groot Marseille · Guadeloupe · Hague · Hamburg · Hamilton · Hamptoncourt · Hannover · Hazard · Hebron · Hecht en Sterk · Hooyland · Hope · Houttuin · Huntly · Huwelijkszorg · Inverness · Jagtlust · Jodensavanne · Johan & Margaretha · Johanna Catharina · Johanna Maria · Johannesburg · John · Katwijk · Kent · Kerkshoven · Killenstein · Klein Bellevue · Kleinhoop · Krappahoek · Kroonenburg · Kwatta · La Jalousie · La Prosperité · La Rencontre · La Ressource (Saramacca) · La Ressource (Surinamerivier) · La Singularité · Laarwijk · Leasowes · Leliëndaal · Leonsberg · Livorno · Longmay · Lunenburg · Lust en Rust · Lustrijk · Maasstroom · Margarethenburg · Maria Petronella · Mariënbosch · Mariënburg · Margaretha's Gift · Mary's Hope · Meerzorg · Merveille · Moed en Kommer · Mon Bijou · Mon Souci · Mon Trésor · Monnikendam · Mopentibo · Morgenster · Moy · Nieuw Mocha · Nieuwzorg · Nieuwe Aanleg · De Nieuwe Grond · Nijd en Spijt · Novar · Nursery · Nut en Schadelijk · Onoribo · Onverwacht · Oranibo · Ornamibo · Overbrug · Overtoom 
· Oxford · Palestina · Paradise · Persévérance · Petersburg · Picardië · Peperpot · Pieterszorg · Plaisance · Poelwijk · Potosie · Purmerend · Reijnsdorp · Reijnsfort · Rijnberk · Roosenburg · Rorac · Rust en Werk · Rustenburg · Saltzhalen · Sans Souci · Saphir · Sarah · Sardam · Schaapstede · Schoonoord · Sinabo en Gelre · Sint Barbara · Sint Eustatius · Slootwijk · Sorgvliet · Spieringshoek · Standvastigheid · Suidwijn · Suzanna's Daal · Toevlugt (Surinamerivier) · Tout Lui Faut · Toledo · Totness · Tyronne · 't Vertrouwen · Victoria · Vierkinderen · Visserszorg · Voorburg · Voorzorg (Saramacca) · Vossenburg · Vredenburg · Vriendsbeleid en Ouderzorg · Vreeland · Waltonhall · Waldijk · Waterloo · Wederzorg · Welbedacht · Welgelegen (Commewijne) · Welgelegen (Coronie) · Welgevallen · Weltevreden · Wolffs Capoerica · Wolfenbüttel · 't Ylant · Zoelen · Zorg en Hoop (hout) · Zorg en Hoop (indigo) · Zorg en Hoop (katoen) · Zorg en Hoop (suiker)